# Burgstall Reiskirchen
Die Burg Reiskirchen ist eine abgegangene Niederungsburg im Bereich der Gemeinde Reiskirchen im Landkreis Gießen in Hessen.
Als Besitzer der Burg wird die Familie Store genannt.
Wenn dem so ist, kann es sich nur um ein befestigtes Hofgut unterhalb der Kirche handeln. In den Urkunden ist für 1340 verzeichnet: „... verzichtet Ritter Hiltwin von Burkhardsfelden gegenüber (Kloster) Arnsburg auf den Hof in Reiskirchen, gelegen unterhalb der Kirche, der dem verstorbenen Ritter Store gehörte, auf die sogenannte Steinwiese und auf das Gut...“ 
Die alten Flurnamen Auf dem Schloßgarten von 1767, Im Burckgarten (Über dem / Auf dem Burggarten) von 1769, Am Burgköppel (undatiert) verweisen noch auf die Burgstelle.